# Plantilla Burmester

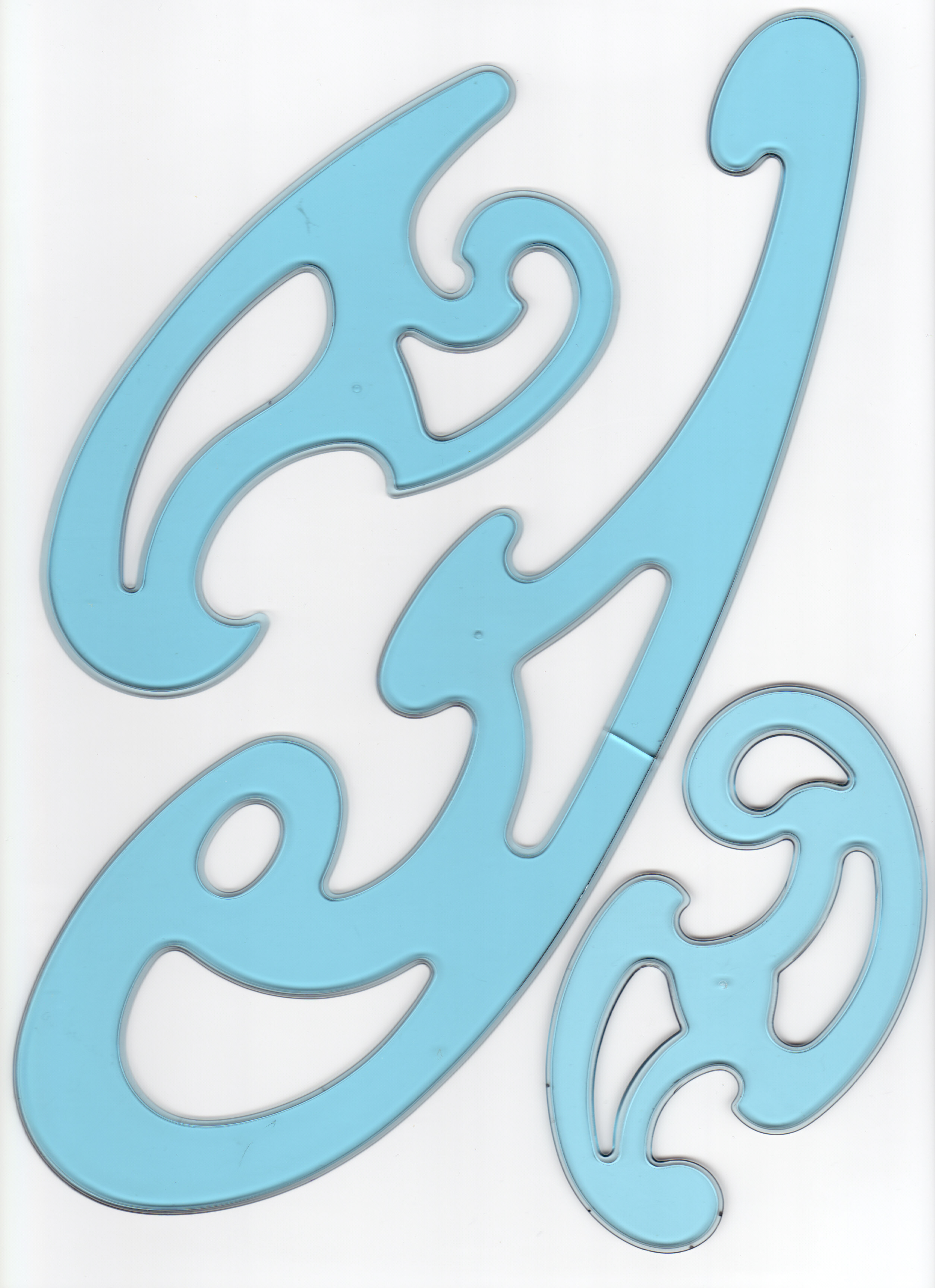
Joc de tres plantilles Burmester modelades en plàstic.

Les plantilles Burmester són un útil emprat en dibuix tècnic per facilitar el dibuix de corbes còniques o altres corbes suaus. Usualment estan fabricades en metall, plàstic o fusta, i estan compostes per diversos perfils diferents (el més habitual és un joc de tres plantilles). Deuen el seu nom al geòmetra alemany Ludwig Burmester (1840-1927). Les formes són segments d'espiral logarítmica o de clotoide. La plantilla es col·loca sobre la superfície de treball (paper, cartró, fusta...) i amb qualsevol útil de dibuix (o amb una fulla de navalla si es vol tallar) es recorre el seu contorn per reproduir el perfil desitjat.

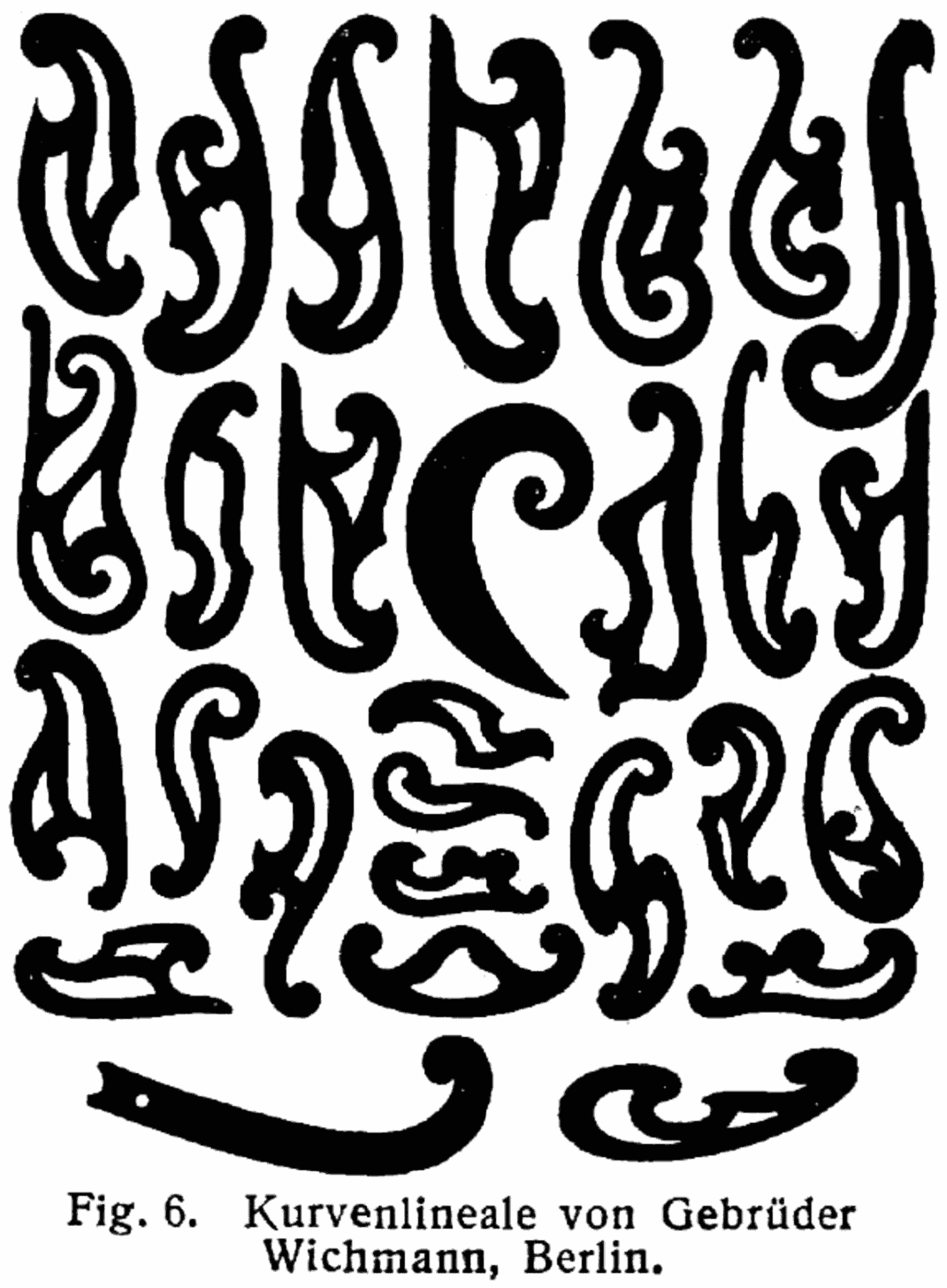
Set complet de plantilles Burmester del Lexikon der gesamten Technik (1904)
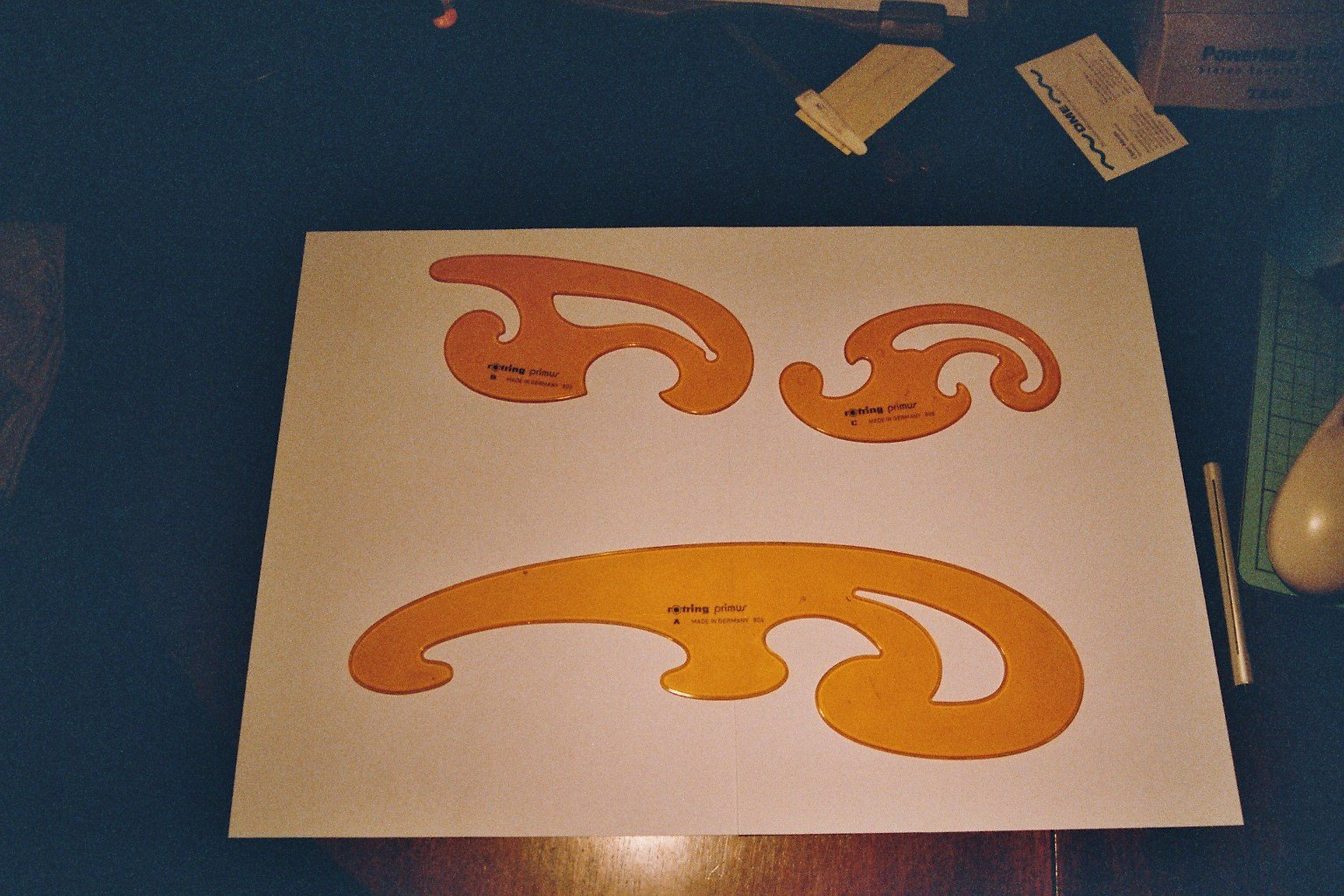
El set típic està compost per aquestes tres corbes

## Set típic
El set típic està compost per tres corbes, que es poden distingir fàcilment per les seves diferents grandàries.
- La més petita s'usa per traçar el·lipses.
- La mitjana per dibuixar hipèrboles.
- La gran és usada principalment per dibuixar paràboles.